# アントワーヌ・フォルネリ
アントワーヌ・フォルネリ（Antoine Fornelli, 1919年8月23日 - 1999年10月13日）は、フランス出身の農園主。1960年代に英仏共同統治領ニューヘブリデスのエファテ島に入植した後、タンナ島で伝統的な習慣を重視する島民のグループと交流を深めた。やがてこのグループはジョン・フラム運動の支持者らの影響を受けて独立運動の様相を呈し、フォルネリは運動の象徴的な指導者に担ぎ上げられた。1974年には「タンナ国」（Nation de Tanna）の国旗の発表が行われ、独立宣言の予告も行われた。結局、この運動はイギリスおよびフランスの統治当局によって解散され、「タンナ国」の正式な独立は叶わなかった。

## 経歴
フォルネリはコルシカ島出身で、第二次世界大戦中は陸軍の砲兵隊に所属していた。ダンケルクの戦いの後にはマキ・レジスタンスの一員として各地を転戦する。戦後は陸軍の軍人として第一次インドシナ戦争やアルジェリア戦争に従軍。アルジェリア戦争が終わる頃にはド・ゴール主義および共産主義への反感を抱くようになっていた。除隊後に結婚して4人の子供を儲け、またリヨンにて銃砲店を営み生計を立てていた。タンナ島との関わりは、1965年あるいは1966年に『Le Chasseur français』誌に掲載されていた広告を見てエファテ島北部のプランテーションを購入したことから始まった。この際に銃砲店および個人的に収集していた古い銃器のコレクションを売却している。
1967年、エファテ島に移住したフォルネリは、銃器収集の趣味に時間を費やしつつ、様々な訪問客を歓待して過ごしていた。1970年代、独立の機運が高まる中、ヨーロッパ系植民者の間でも政治的な緊張が生じつつあった。フォルネリ自身は政治に直接関わりをもってはいなかったものの、イギリス主導での独立に対する長老派教会の影響と、それによる反仏的な気風には懸念を抱いていた。
ある日、フォルネリはエファテ島のプランテーションで働いていたタンナ島民の訪問を受けた。この労働者からタンナ島の文化や歴史について聞いたフォルネリは甚く感銘を受け、やがてタンナ島にこそ何らかの運命的なものが待っているのだと考えるようになった。1973年初頭、フランス人の友人と妻を伴ってタンナ島を訪れる。この頃からフォルネリは政治的な活動に関与していくことになる。その目的は、親仏派のニューヘブリデス国民連合（Union de la Population des Nouvelles-Hébrides, UPNH）に近い穏健な政策を掲げる勢力を組織し、親英派のニューヘブリデス国民党（New Hebrides National Party, NHNP）のタンナへの影響を阻止することであった。
タンナ島で親交を持った人々からはトニー（Tony）の愛称で呼ばれた。釣りやダイビングをして過ごしながら、フォルネリは次第に北部のジョン・フラム運動のグループとの関わりを深めていった。国民党の台頭を危惧し、影響力の確保を模索していたジョン・フラム運動においては、閣僚や地元政治家を批判することを恐れないフォルネリこそがこの危機に立ち向える男だと捉えられていた。

### 「タンナ国」の独立運動
1973年5月、レナトゥアン（Lenatuan）からほど近いロヴィエル（Lovieru）の村で催されたフォルネリの演説会には、少なからぬ者が興味本位での参加ではあったが、600人から800人の聴衆が集った。ここでフォルネリは道路や病院、港の建設、あるいは観光客の増加といった形をとった「進歩」が島に訪れようとしていること、カストム（Kastom, 伝統的な生活様式のこと）を重んじる男、すなわち自分でなければタンナ島民のための統治を行うことができないと主張した。そしてこれを実現するべく、原住民労働者連合（Union des Travailleurs Autochtones, UTA）の発足を宣言し、党員証の配布を行った。この時の党員証の配布数を元に、フォルネリは演説後に1,300人ほどの支持者を獲得したと主張した。一方、実際の支持者は主に北部から中北部で活動するジョン・フラム運動の関係者で、その数は数百人程度だった。
1974年1月、タンナ島で開催された教会会議において、長老派教会が迅速なニューヘブリデスの統一国家としての独立を支持する声明を発表したが、同時期にはフォルネリの支持者を中心とした北部のジョン・フラム運動も秘密裏に組織化され、拡大を続けていた。この頃にはUTAという名前はすでに使われておらず、フォルコナ（Forcona, 「四隅」）と呼ばれ始めていた。反植民地的な思想を持つジョン・フラム運動関係者らの発言力が増すにつれて、穏健な政党の設立という当初の目的から遠ざかり、フォルコナは独立運動の様相を呈しつつあった。フォルネリ自身もタンナ島民の掲げるカストムへの回帰という大義を強く支持した。こうした動きに対し、当初は親英派に対抗する動きとして彼らを支持していたフランス側当局者も懸念を抱き始めたほか、フォルネリと共に島に渡ったフランス人の友人らも自らの身を案じて次第に運動から距離を取るようになった。

「タンナ国」の国旗

1974年3月24日、タンナ島北部のイマフィン（Imafin）で党大会が催された。800人の聴衆を前に、フォルネリは白い軍服と星の記章を飾った赤い落下傘兵用のベレー帽という出で立ちで現れ、「タンナ国」の国旗を発表した。さらに運動の名が示す「四隅」、すなわち島の東西南北それぞれの代表者に対し、その地位を示すバッジを与えた。初めて島を訪れた時から親交のあった北部の代表者でイマフィンの村長だったサセン（Sasen）は国旗衛兵を兼任することとされ、第一次世界大戦中に使われていたドイツ製のモーゼル小銃がその職を象徴する装備として与えられた。また、この演説の中で6月22日に独立宣言を行う予定である旨も発表された。「タンナ国」の独立の機運が高まる中、フォルコナの支持者らは新国家独立を祝う様々な儀式を催し、集落や道路に支持を示すための標識を掲げた。
オーストラリア出身の貿易業者ボブ・ポール（Bob Paul）は、彼らに対抗するべく危機感を覚えたキリスト教徒らによる民兵を組織し、当局によって法と秩序が正しく執行されないのなら、キリスト教徒の民兵が「扇動者の旗」を引きずり下ろして事態を解決するという旨の請願を行った。

### 鎮圧
フォルネリ自身は暴力的な衝突を望まず、ポートビラに駐屯する国家憲兵隊に秘密裏に接触していた。演説の中でも、フランス、イギリス、オーストラリアの友好的な立場を強調し、彼らが「タンナ国」を支援することを期待していた。
しかし、「タンナ国」という言葉が物議を醸した上、タンナ島に派遣されたフランスの当局者が北部の「新しい国」の境界線で衛兵に足止めされ侵入できなかった事件は、英仏当局が島での主権を失うことを恐れる原因となった。1974年5月、英仏当局は制服の着用、旗の掲揚、違法な集会を禁止する共同法令に署名した。6月18日、フォルネリが島を離れている間に英仏の警察部隊がイマフィンに向かい、多少の衝突の末に衛兵を解散させ、国旗とモーゼル小銃を押収した。 
6月23日、タンナ島に戻り事態を把握したフォルネリはイギリス女王およびフランス大統領に宛てた書簡を送った。この中では、「タンナ国」が島民の支持のもと民主的に独立を果たしたと主張すると共に、英仏警察当局によるイマフィン襲撃が令状もない不当なものであったと批判した上、国旗およびモーゼル小銃を速やかに返還すること、捜査を担当した当局者を直ちに遅滞なく解任した上でタンナ島から追放すること、友好的かつ建設的な関係を維持することを約束する新たな当局者を任命することを要求し、8日間の猶予を与えた。そして1974年7月1日月曜日の午後6時までに満足のいく回答が得られない場合、統治当局に対する全面攻撃が開始され、これは統治当局の撤退かタンナ国の滅亡によってしか終えることは叶わないとした。
この書簡はブラフであった。当時フォルネリの元に組織化された軍隊と呼べるものはなく、せいぜい簡素な弓矢や槍で武装した者が少数いるのみだった。猟銃を持った者も数人いたが、フォルネリは事前に彼らを自宅へ送り返している。声明の目的は調査委員会を巻き込むと共に国際的な注目を集め、運動の根源にある大義についての説明を行うことだった。当局は書簡の内容を疑わず深刻に受け止めたものの、鎮圧の方針を変えることはなかった。6月29日、40人のメラネシア人警官と2人のフランス人憲兵が当局者と共に北部に上陸し、イマフィンを再び襲撃した。この際、サセンやその護衛と共にフォルネリも逮捕された。
裁判の後、「四隅」の代表者らは懲役刑が課され、後に刑期は1ヶ月に短縮された。フォルネリは18ヶ月の懲役を言い渡された後、ポートビラにて2度目の裁判に掛けられた。最終的に減刑無しの懲役1年間とニューヘブリデス諸島への5年間の入国禁止が言い渡され、ヌメアの刑務所に収監された。

### その後
フォルネリは1977年にタンナ島を再訪した。この時のスピーチでは、カストムの木の元に3つのもの、すなわち聖書、仏国旗、英国旗を葬りたいと語り、当局によって直ちに島から追放された。1979年にもタンナ島を訪れたほか、1980年にはココナッツ戦争最中のエスピリトゥサント島を訪れ、ジミー・スティーブンスの支援を試みた。
1980年にはタフェア国（TAFEA）を自称するグループによる別の分離独立の試みがあった。その名はタンナ島、アナトム島、フツナ島、エロマンガ島、アニワ島の頭文字を取ったものである。彼らはニューヘブリデスの国民党政府および「フランス、ヌメア、パリ、コルシカ、アメリカ」の政府から支持を受けていると主張したものの、最終的に当局に鎮圧された。この時にもタンナ島では「タンナ国」の国旗が再び掲げられた。
「トニー」の名は、その後もタンナ島の北部および中北部での政治的な闘争の中で一種の伝説として繰り返し言及されてきた。かつての対立者は「トニー」が武器を持って再び戻ってくることを恐れていたし、ジョン・フラム運動の支持者やカストムを重視する島民もまた、英雄としての「トニー」の再訪を待ち望んでいた。
フォルネリは1999年にヌメアで死去した。遺灰はタンナ島に送られ、島民の手でヤスール山の麓に撒かれたという。
フォルネリの後継者を自称する「タンナ王室」なるグループもあった。これを率いたクロード＝フィリップ・ベルガー（Claude-Philippe Berger）は、本人が主張するところでは、1990年代に既に病床に伏していたフォルネリと出会い、タンナの王の座を託されたのだという（ただし、フォルネリの息子はこれを否定している）。彼は1953年にカサブランカで生まれ、2011年に初めてタンナ島を訪れた。本人の主張によれば、かつては外交官であったという。ベルガーと「王室」のメンバーはヨーロッパに拠点を置き、定期的にタンナ島を訪問しつつ、王位の正当性を認めさせようとバヌアツの政界にロビー活動を行っていた。島に対して給水タンクやソーラーランプなどの寄付を行っていたほか、インフラ整備などのやや過大な「約束」も行っていた。2015年のサイクロン・パムで島に被害が出た時には募金活動を行った。島民の反応は様々で、彼を支持して自宅に「王室」の旗を掲げる者もいたが、一方で「王室」がヨーロッパで催している豪華な舞踏会に嫌悪感を示す者もいた。2021年7月にベルガーが死去した際、300人ほどのタンナ人が葬儀に参列したと言われている。